# 朱各庄镇 (昌黎县)
朱各庄镇，是中华人民共和国河北省秦皇岛市昌黎县下辖的一个乡镇级行政单位。

## 行政区划
朱各庄镇下辖以下地区：
朱各庄村、坎上村、指挥村、里各庄村、相公营村、孙庄村、崔庄村、洼里村、下庄村、上庄村、前白石院村、后白石院村、大樊各庄村和小樊各庄村。

## 交通
京哈铁路：朱各庄站